# Jean-Gilles Porte
Jean Gilles Denis Porte est un homme politique français né le 9 octobre 1759 à Pelleport (Haute-Garonne) et mort le 20 avril 1835 à Toulouse.

## Biographie
Adjudant-général puis sous-inspecteur des revues, il est élu député de la Haute-Garonne au Conseil des Cinq-Cents le 26 germinal an V et devient secrétaire de l'assemblée. Opposé au coup d'État du 18 Brumaire, il est exclu du corps législatif.

## Sources
- « Jean-Gilles Porte », dans Adolphe Robert et Gaston Cougny, Dictionnaire des parlementaires français, Edgar Bourloton, 1889-1891 [détail de l’édition]